# Луммелунда (пещера)
Луммелунда (швед. Lummelundagrottan, также известна как Rövarkulan, «Логово грабителей») — карстовая пещера, расположенная на территории  одноимённого  заповедника на острове Готланд к северу от Висбю. Общая длина разведанных тоннелей составляет около 4,5 км, что делает пещеру второй по протяжённости после Кораллгроттан.

## История
Пещера, наиболее вероятно, была образована до последнего ледникового периода подземными водами из болота Мартебу, расположенного к востоку от пещеры.
Луммелундский ручей использовался в производстве со Средневековья, с того же времени было известно и о существовании пещеры. Судя по незадокументированному судебному процессу 1778 г., в 1418 г. у Луммелунды была построена мельница. В самом раннем надёжном источнике из 1594 года упомянуты три мельницы, расположенные на ручье. Часть пещеры, где ручей выходит из неё, названа в честь Карла Линнея, написавшего о пещере в ходе путешествия на Готланд летом 1741 г. Пещера также упомянута в исследовании готландского геолога Хенрика Мунте под названием Kytt-Janns källare («Погреб Кютта-Янна»).

### Исследование
Первая задокументированная попытка исследования внутренних залов пещеры была осуществлена в 1924 году зоологом Торстеном Гисленом. Он предпринял несколько попыток проникнуть вглубь пещеры, но продвинуться удалось лишь на 40 метров. Прорыв в изучении пещеры удалось совершить трём мальчикам — Эрьяну Хоканссону, Перси Нильссону и Ларсу Ольссону (швед. Örjan Håkansson, Percy Nilsson и Lars Olsson). В 1948, вооружившись лишь простейшими приспособлениями — фонариками, свечами, досками, верёвками, они начали исследовать на то время довольно небольшую систему пещер. Через два года во время одной из их экспедиций от потолка оторвался камень, открыв новый проход, позже названный Pojkarnas gång («Проход мальчишек»). После этого мальчики продолжили исследование открывшейся части пещеры и открыли залы Bergakungens sal («Зал горного короля») и Kapellet («Капелла»), где дальнейший путь им преградило подземное озеро. Позже, в 1955 году им удалось исследовать ещё 175 м затопленной части пещеры с помощью надувной лодки. Все трое были назначены почётными членами Шведского общества спелеологов (Sveriges Speleologförbund).
В 1959 году был проложен 60-метровый туннель к «Залу горного короля» для упрощения доступа посетителей. Ещё 400 м туннелей и крупнейший зал были открыты гидроспелеологами в сентябре 1985 года после преодоления четырёх сифонов.

## Геология и география
Пещера Луммелунда расположена в Луммелунде в 13 км. к северу от Висбю. Вход расположен за поместьем Луммелунда у старой мельницы Överstekvarn («Верхняя мельница»).
Пещера является карстовой и образована потоками воды, вымывающими известняк из трещин в породе, таким образом расширяя их и образуя залы и проходы. Большую часть вод составляет Луммелундский ручей, протекающий через северную часть системы пещер и выходящий из известняковых клифов в нескольких сотнях метров от берега. Было обнаружено 33 карстовых воронки в основном канале, ведущем из болота Мартебу в пещеру, и 5 родников к западу от клифов. После осушения болота Мартебу (ранее являвшегося крупнейшим на Готланде) в конце XIX века поток протекавших через пещеру подземных вод сократился с 5,5 м3/с в 1948 до 1,4 м3/с в 1977, что привело к исчезновению части воронок. В сухие летние периоды существует риск полного осушения пещеры.
Пещеру можно разделить на две части: сухую (фоссильную) и влажную (активную). В сухой части можно найти большое количество окаменелостей и сталактитовых образований. Климат внутри пещеры довольно стабильный, с относительной влажностью в диапазоне 95-100 % и температурой в диапазоне 8-12 °C в течение всего года.

### Заповедник
В целях защиты системы пещер 20 марта 1989 г. был образован одноимённый заповедник (Naturreservatet Lummelundagrottan) площадью 17 га и включающий саму пещеру и соответствующую территорию на поверхности.

## Флора и фауна
В пещере были найдены по меньшей мере 83 вида животных, включая червей, пауков, многоножек, раков, жуков, бабочек, рыб, мышей и летучих мышей. Рядом с искусственным освещением растут растения, но, так как они не являются естественной частью экосистемы, их убирают. Большое количество посетителей также негативно влияют на экосистему пещеры.
Поверхность над пещерой характеризуется карстификацией территории. Она разделена крутым клифом, проходящим с севера на юг. Восточная часть наверху клифа покрыта хвойным лесом, в то время как западная часть и берег — травянистые сообщества с листопадными деревьями.

## Туризм
Луммелунда была открыта для публики в 1959 году и в настоящее время является самой посещаемой пещерой Швеции и одной из главных достопримечательностей Готланда. Ежегодно пещеру посещают около 100 тыс. туристов. В состав обычных экскурсий входит посещение «Зала горного короля» и «Капеллы» по маршруту длиной ок. 200 м. Также есть возможность пройти по маршруту длиной ок. 500 м по затопленной части пещеры, что требует специальной подготовки и оборудования.

## Галерея

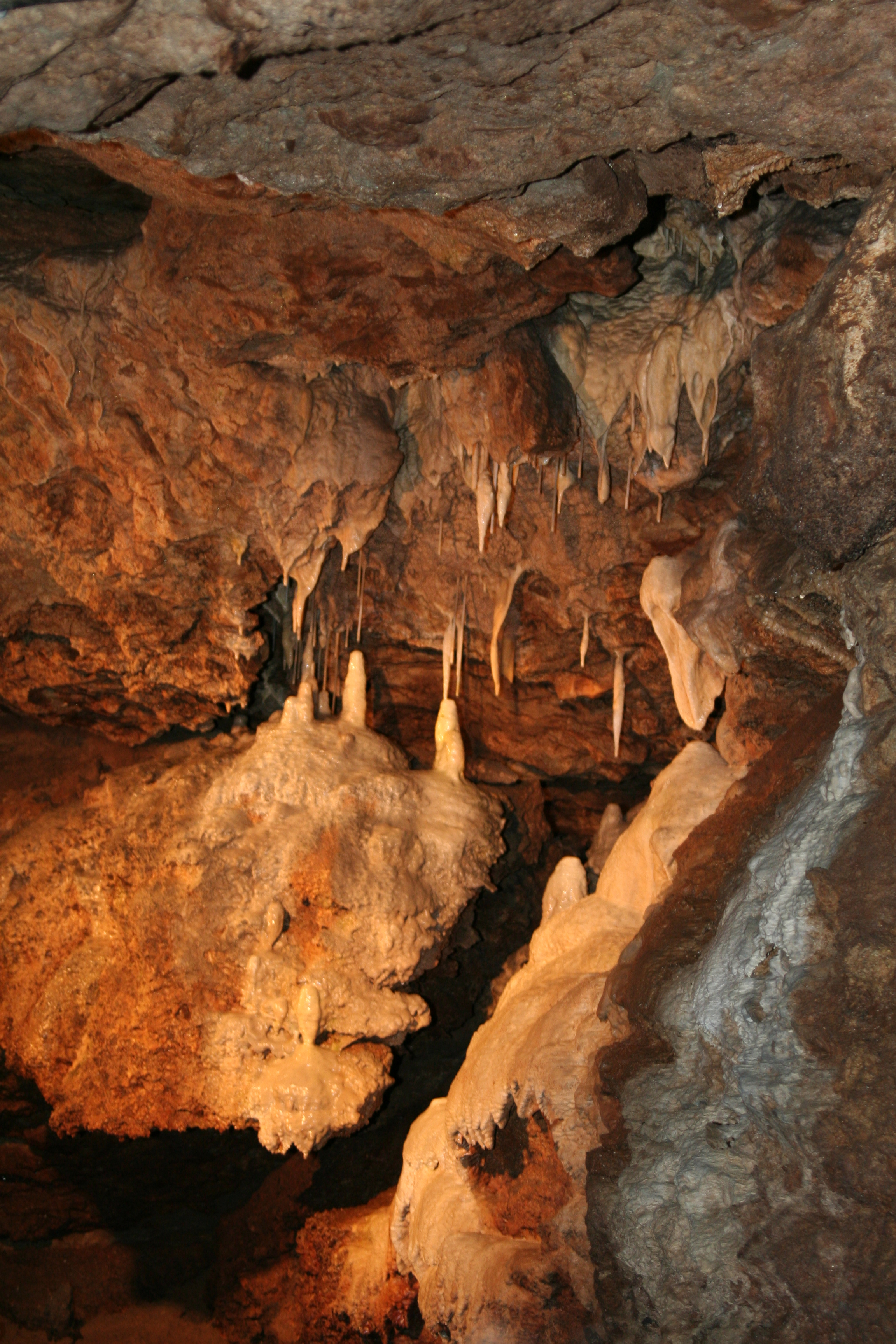
Сталактитовое и сталагмитовое образование, известное как Семья Иисуса
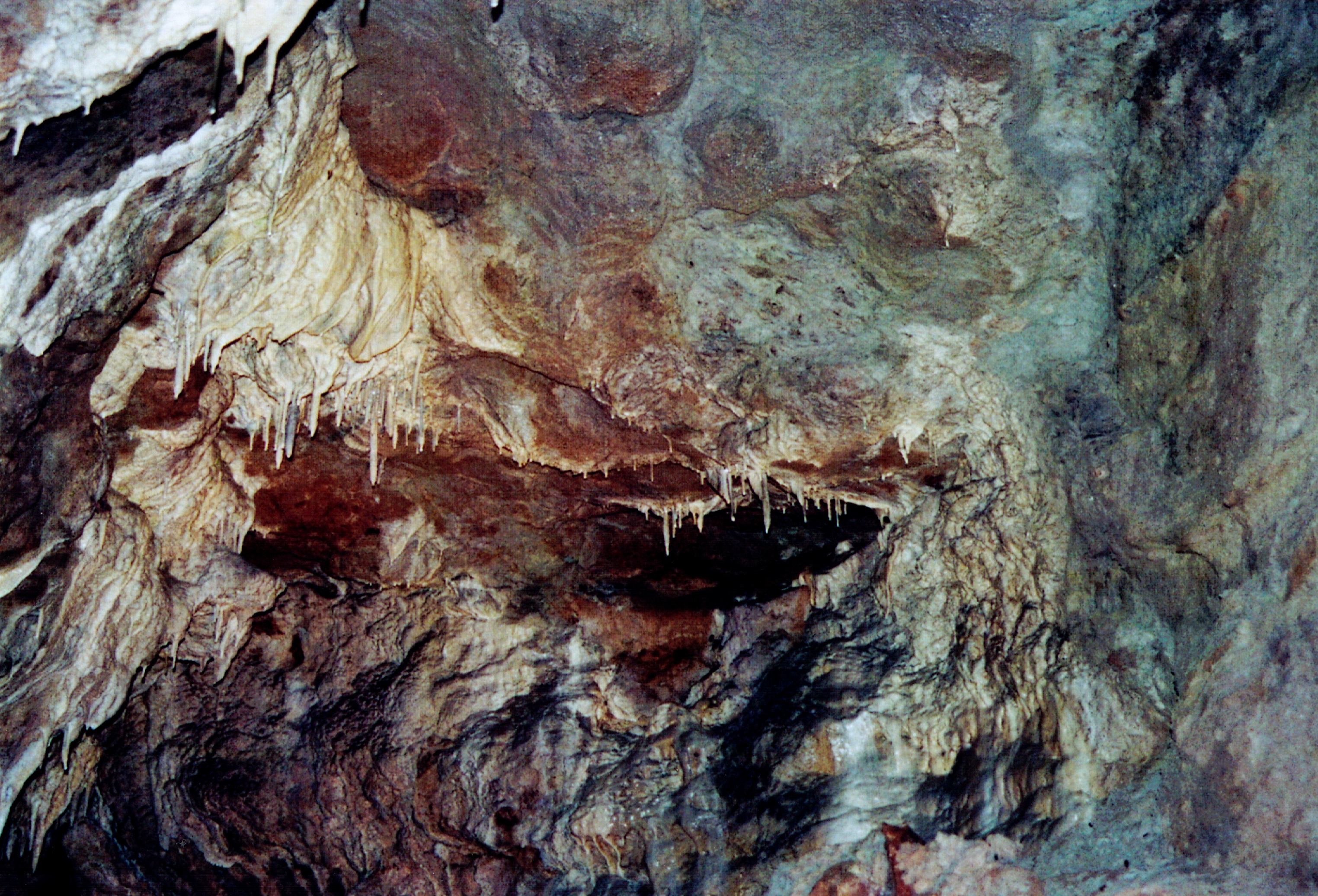
Сталактитовые образования
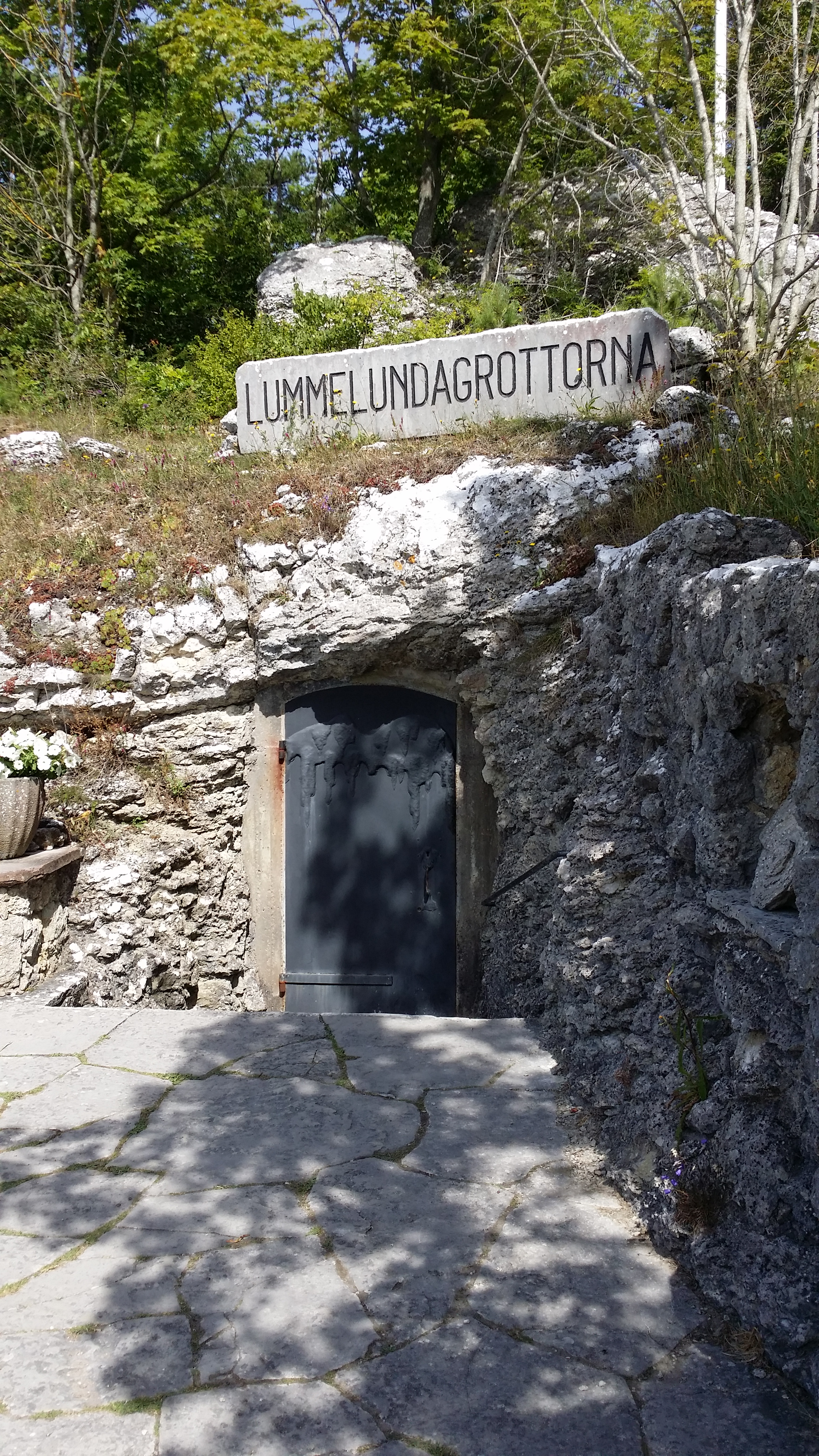
Экскурсионный вход в пещеру
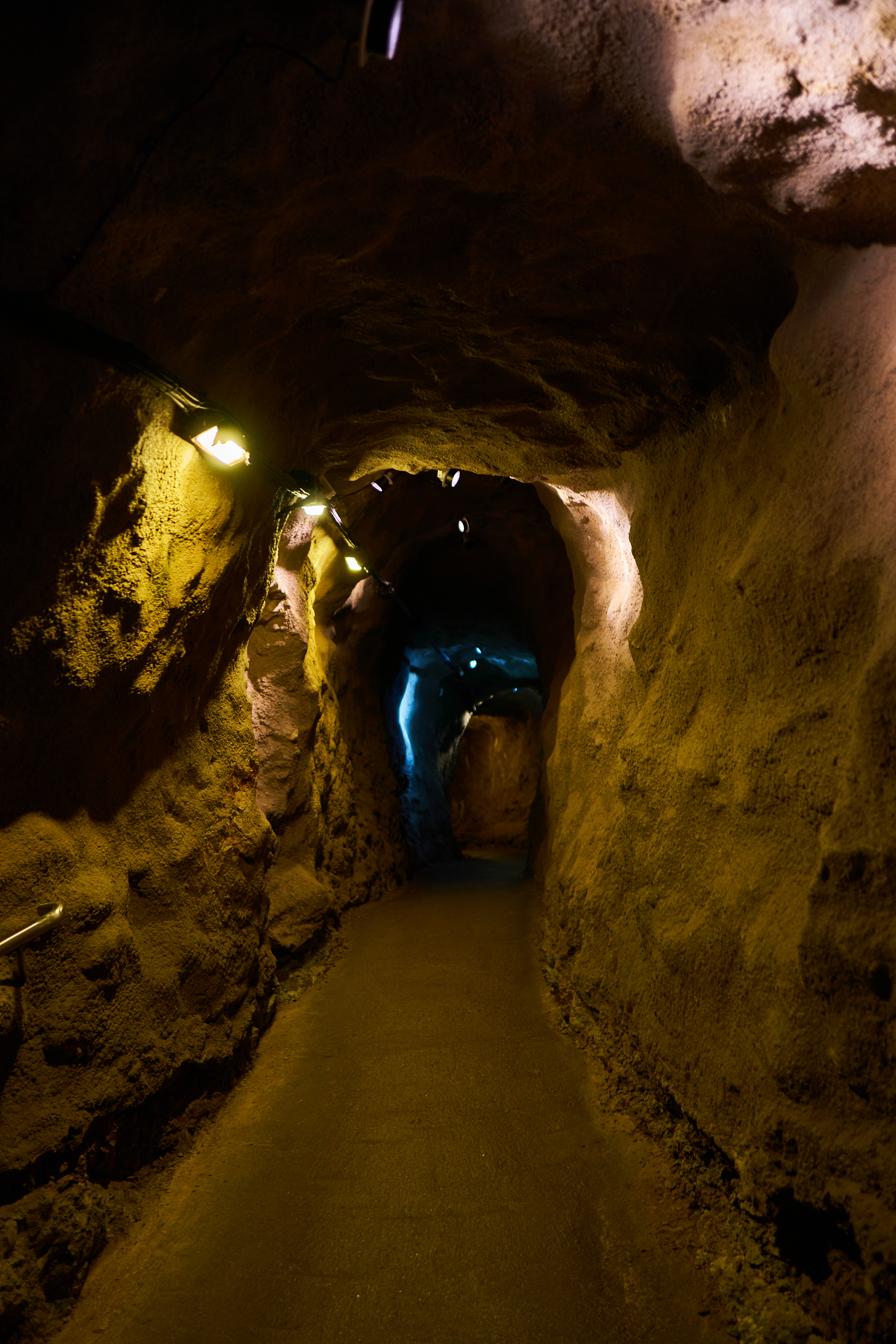
Туннель, проложенный в 1959 году для туристических групп
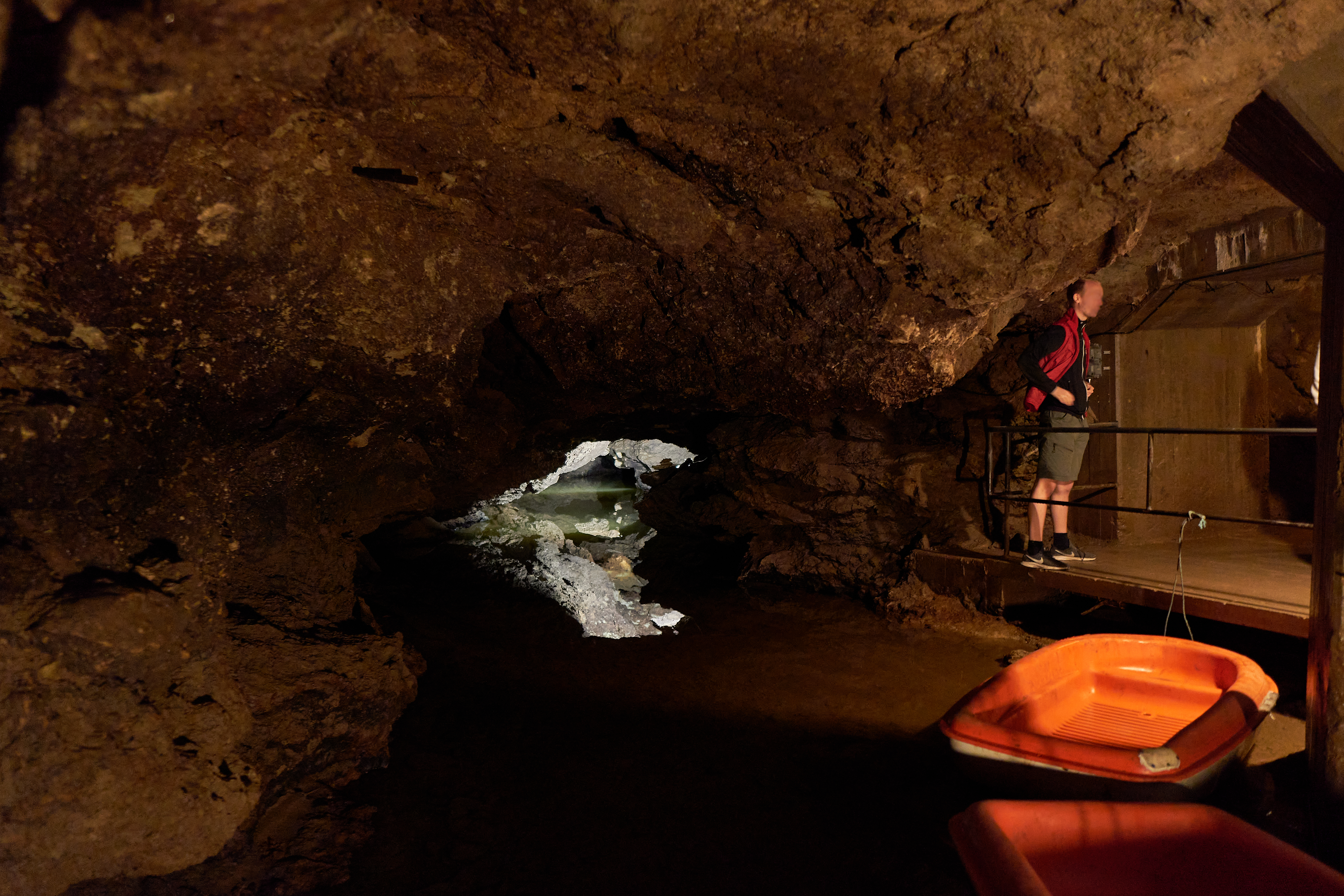
Вход в подземное озеро в пещере Луммелунда
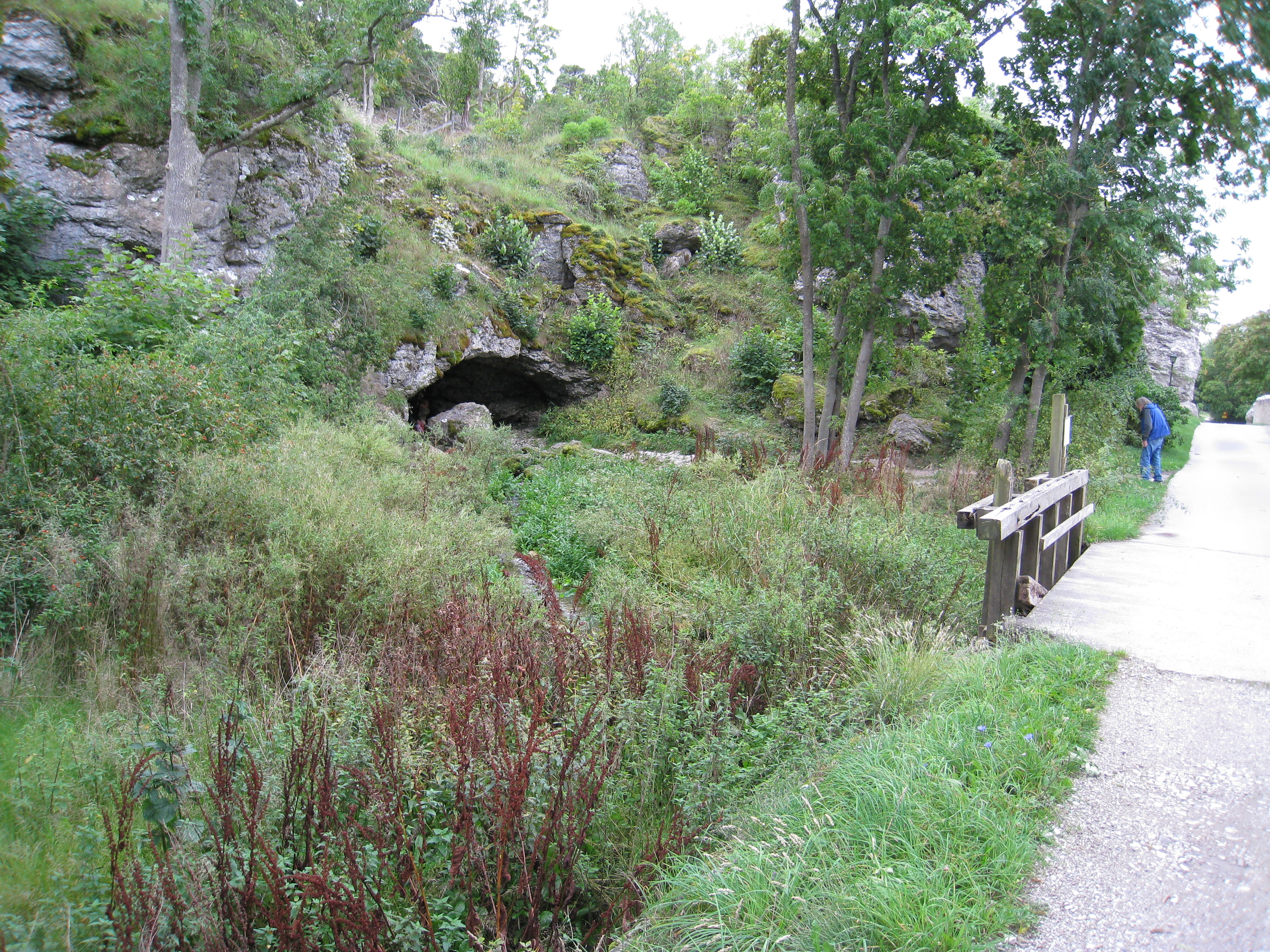
Вход в Пещеру Линнея